# Lunke
Lunke er en uønsket fordybning i en plan flade som fx et betongulv, eller et svaj på en bjælke eller en tagryg. På plane flader, der har en lunke, ser man ofte en vandpyt.
Lunke er et udtryk, der anvendes i håndværkerjargon.
Lunke anvendes også om afløbsrør i jord, der er sunket et sted på en ellers lige strækning og gør, at afløbsrøret stopper.